# Liste der Baudenkmäler in Wellheim

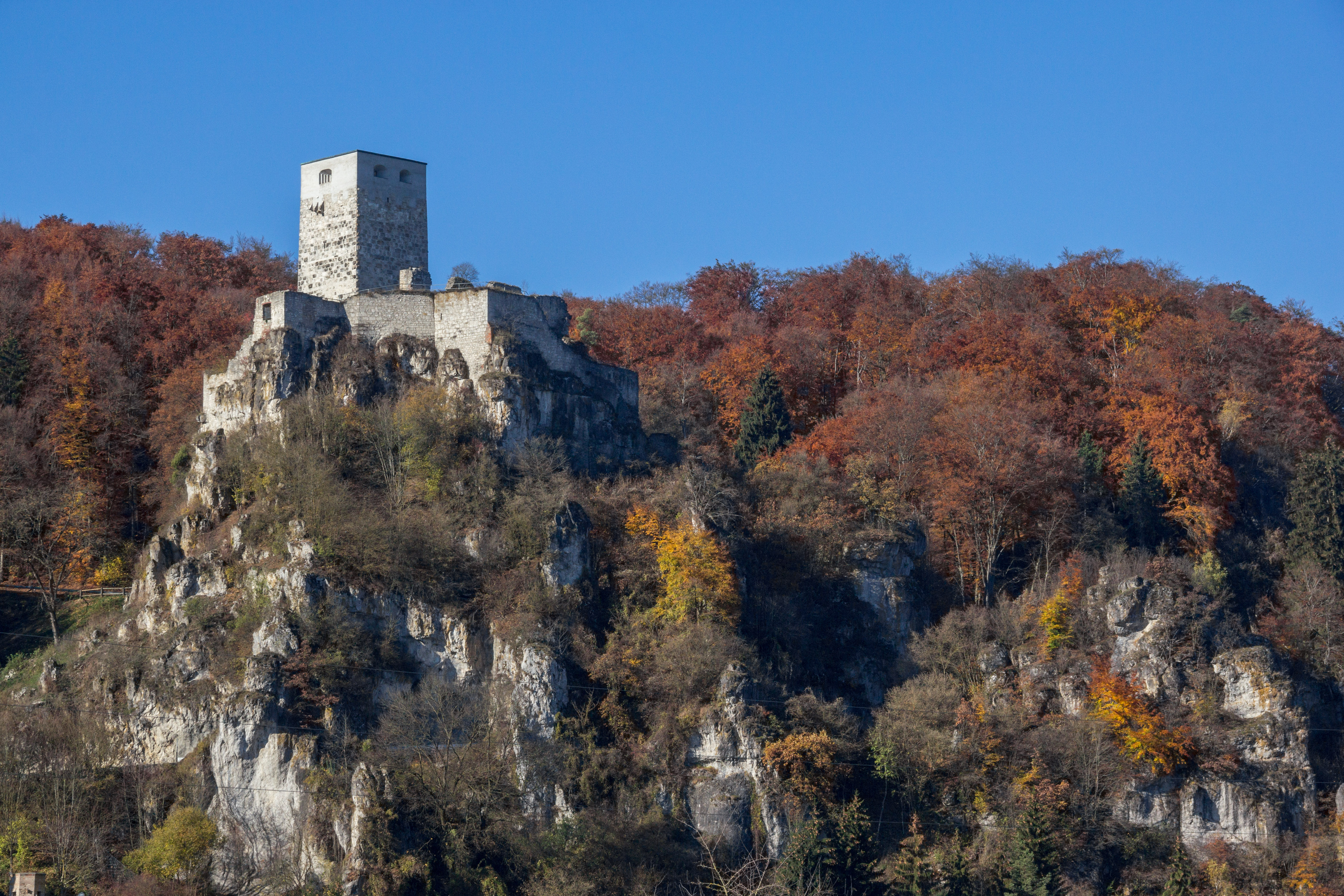
Blick auf Burg Wellheim

Auf dieser Seite sind die Baudenkmäler in dem oberbayerischen Markt Wellheim zusammengestellt. Diese Tabelle ist eine Teilliste der Liste der Baudenkmäler in Bayern. Grundlage ist die Bayerische Denkmalliste, die auf Basis des Bayerischen Denkmalschutzgesetzes vom 1. Oktober 1973 erstmals erstellt wurde und seither durch das Bayerische Landesamt für Denkmalpflege geführt wird. Die folgenden Angaben ersetzen nicht die rechtsverbindliche Auskunft der Denkmalschutzbehörde.

## Baudenkmäler nach Gemeindeteilen

### Wellheim
| Lage                        | Objekt                                                                | Beschreibung | Akten-Nr.              | Bild                                    |
| --------------------------- | --------------------------------------------------------------------- | --- | ---------------------- | --------------------------------------- |
| Burgstraße 1 (Standort)     | Pfarrhof                                                              | Stattlicher zweigeschossiger Steilgiebelbau, mit Aufzugsgiebel, vor 1700, Fassadenmalerei aus jüngerer Zeit. | D-1-76-166-2 Wikidata  | Pfarrhof                                |
| Burgstraße 3 (Standort)     | Katholische Pfarrkirche St. Andreas                                   | Saalkirche mit Steildach, unter Einbeziehung der romanischen Südmauer wohl von Jakob Engel neu erbaut um 1700/01, Turmuntergeschoss und -obergeschoss romanisch, 11./12. Jahrhundert, Halbgeschoss mit Kuppel und Laterne, errichtet 1899, Langhaus erweitert 1945/46; mit Ausstattung; zahlreiche barocke und klassizistische Epitaphien an der südlichen Außenmauer.                                 | D-1-76-166-3 Wikidata  | weitere Bilder                          |
| Burgstraße 7 (Standort)     | Torturm der ehemaligen Marktbefestigung                               | Zweigeschossiger Satteldachbau mit Durchfahrt, im Kern spätmittelalterlich. | D-1-76-166-4 Wikidata  | Torturm der ehemaligen Marktbefestigung |
| Marktplatz (Standort)       | Bischofssteine                                                        | Grenzsteine, bezeichnet mit dem Jahr 1721, vermutlich erneuert; sechs Stück vor der Front des Hauses Nr. 4 aufgestellt. | D-1-76-166-6 Wikidata  | weitere Bilder                          |
| Marktplatz 1 (Standort)     | Gedenktafel                                                           | Zur Erinnerung an historische Ereignisse in Wellheim, 1859. | D-1-76-166-5 Wikidata  | Gedenktafel                             |
| Schutterstraße 5 (Standort) | Ehemaliges Fürstbischöfliches Bräuhaus, jetzt Wohn- und Geschäftshaus | Langgestreckter dreigeschossiger Steildachbau mit Putzgliederungen, angebrachte Eisenplatte mit Wappen bezeichnet mit dem Jahr 1722. | D-1-76-166-7 Wikidata  | weitere Bilder                          |
| Geyersnest (Standort)       | Kapellenbildstock                                                     | Wohl 19. Jahrhundert, erneuert; südöstlich der Burg im Wald. | D-1-76-166-11 Wikidata | BW                                      |
| Griesfeld (Standort)        | Wegkreuz                                                              | Kalksteinpfeiler mit Eisenkruzifix, Ende 19. Jahrhundert; an der Straße nach Hard. | D-1-76-166-10 Wikidata | BW                                      |
| Hintere Gemeinde (Standort) | Ehemalige Burg, jetzt Ruine                                           | Felsenanlage, 12. Jahrhundert, seit dem 16. Jahrhundert verfallen, 1733 teilweise abgebrochen; - Bergfried, in Buckelquader-Mauerwerk, teilweise erneuert; - Reste des Palas; - Mauerreste der Ringmauern, nördlich und südlich an den Wohnbau anschließend; - Reste der Zwingeranlage im Norden, mit kleinem Rundturm an der Nordecke, 15. Jahrhundert; Auf Kalkfelsen nördlich über dem Ort gelegen. | D-1-76-166-8 Wikidata  | weitere Bilder                          |
| Kreuzelberg (Standort)      | Kreuzelbergkapelle                                                    | Rechteckiger Barockbau, um 1654/1720; mit Ausstattung; südöstlich über dem Ort auf Kalkfelsen gelegen. | D-1-76-166-9 Wikidata  | Kreuzelbergkapelle                      |

### Aicha
| Lage                | Objekt                    | Beschreibung                                                                                 | Akten-Nr.     | Bild |
| ------------------- | ------------------------- | -------------------------------------------------------------------------------------------- | ------------- | ---- |
| Aicha 6 (Standort)  | Ehemaliger Kleinbauernhof | Wohnstallhaus, eingeschossiger Satteldachbau mit Kniestock, Mitte 19. Jahrhundert.           | D-1-76-166-26 | BW   |
| In Aicha (Standort) | Kapelle                   | Kleiner Steildachbau mit Dachreiter, erste Hälfte 19. Jahrhundert, erneuert; mit Ausstattung | D-1-76-166-12 | BW   |

### Biesenhard
| Lage                        | Objekt                                           | Beschreibung | Akten-Nr.     | Bild           |
| --------------------------- | ------------------------------------------------ | --- | ------------- | -------------- |
| Bei Biesenhard (Standort)   | Wegkapelle                                       | Rechteckiger Satteldachbau, neobarock, Mitte 19. Jahrhundert; am Ortsausgang, Richtung Ochsenfeld. | D-1-76-166-17 | BW             |
| Johannistraße 1 (Standort)  | Gedenktafel an die Römerstraße                   | Bezeichnet mit dem Jahr 1859, am Stadel eingelassen. | D-1-76-166-16 | BW             |
| Johannistraße 14 (Standort) | Katholische Filialkirche St. Johannes der Täufer | Saalkirche mit Steildach, barocker Neubau, 1715/16 von Benedikt Ettl, Turm nach Plänen von Hans Schurr, 1910/11; mit Ausstattung; ummauerter Friedhof, 18./19. Jahrhundert, mit barocken Grabdenkmälern Maria Späth, Karl Maile, Julian Weidenhiller (Inschriften jeweils modern), weitere in die Friedhofsmauer eingelassen. | D-1-76-166-13 | weitere Bilder |
| Johannistraße 40 (Standort) | Hofkapelle                                       | Satteldachbau mit neobarocker Fassadengliederung, 19. /20. Jahrhundert. | D-1-76-166-15 | BW             |

### Gammersfeld
| Lage                      | Objekt                    | Beschreibung                                                                                              | Akten-Nr.     | Bild           |
| ------------------------- | ------------------------- | --- | ------------- | -------------- |
| Hauptstraße 12 (Standort) | Filialkirche St. Leonhard | Saalkirche mit Steildach, neu errichtet 1721/22, oktogonaler Turmaufbau mit Zwiebelhaube; mit Ausstattung | D-1-76-166-18 | weitere Bilder |

### Hard
| Lage                                                 | Objekt             | Beschreibung                                                                        | Akten-Nr.     | Bild |
| ---------------------------------------------------- | ------------------ | ----------------------------------------------------------------------------------- | ------------- | --- |
| St.-Josef-Straße (Standort)                          | Kapelle St. Joseph | kleiner Steildachbau mit Dachreiter, erbaut Anfang 18. Jahrhundert; mit Ausstattung | D-1-76-166-19 | weitere Bilder                                                                                                  |
| Straßfeld (an der Straße nach Biesenhard) (Standort) | Wegkreuz           | Kalkpfeiler mit Eisenkruzifix, Ende 19. Jahrhundert, komplett erneuert 2001         | D-1-76-166-20 | [[Vorlage:Bilderwunsch/code!/C:48.82244,11.12458!/D:Straßfeld (an der Straße nach Biesenhard), Wegkreuz!/\|BW]] |

### Konstein
| Lage                     | Objekt                                                           | Beschreibung | Akten-Nr.     | Bild           |
| ------------------------ | ---------------------------------------------------------------- | --- | ------------- | -------------- |
| Kirchplatz (Standort)    | Burg Konstein                                                    | 14. Jahrhundert, zerstört im Dreißigjährigen Krieg, jetzt Ruine; Reste der Ringmauer der Hauptburg, Rundbogentor und Teile der Ringmauer der Vorburg; auf Felskegel gelegen.                                                                         | D-1-76-166-23 | weitere Bilder |
| Kirchplatz 1 (Standort)  | Evangelisch-lutherische Apostelkirche                            | seit 1960; früher St. Aegidius, Saalkirche mit Steildach, unter Beibehaltung von Mauerbeständen einer gotischen Kapelle errichtet, zweite Hälfte 16. Jahrhundert; mit Ausstattung; auf dem Friedhof klassizistischer Grabstein Katharina Lang, 1826. | D-1-76-166-21 | BW             |
| Kirchplatz 2 (Standort)  | Filialkirche St. Aegidius                                        | Saalbau mit Satteldach, neu errichtet 1958/60; mit historischer Ausstattung | D-1-76-166-22 | weitere Bilder |
| Kirchplatz 6 (Standort)  | Herrenhaus der ehemaligen Glashütte                              | Zweigeschossiger Schopfwalmdachbau im Neorenaissancestil, mit Standgauben und Fachwerk-Eckerker, Teile des Obergeschosses und Giebel in Fachwerk, mit Ecklisenen und Fensterrahmungen, 1895.                                                         | D-1-76-166-24 | BW             |
| Kirchplatz 18 (Standort) | Wohnhaus, ehemaliges Handwerkerhaus                              | eingeschossiger giebelständiger Satteldachbau in Jurabauweise mit Kniestock, Kalkplattendach, Fassadengliederung mit Eckquaderung und Fensterfaschen, mit anschließendem Stallstadel, im Kern 18. Jh., im 19. Jh. verändert                          | D-1-76-166-27 | BW             |
| Spindeltal (Standort)    | Ehemalige Wallfahrtskirche Zu unserer Lieben Frau vom Spindeltal | Saalbau mit Satteldach über spätmittelalterlicher Grundlage, nach Verfall wiederhergestellt 1747, zerstört 1783, wieder instand gesetzt 1983–1996.                                                                                                   | D-1-76-166-1  | weitere Bilder |

### Wielandshöfe
| Lage                             | Objekt     | Beschreibung                                                               | Akten-Nr.     | Bild |
| -------------------------------- | ---------- | -------------------------------------------------------------------------- | ------------- | ---- |
| Bei den Wielandshöfen (Standort) | Wegkapelle | Rechteckiger Satteldachbau, 18./19. Jahrhundert, erneuert; mit Ausstattung | D-1-76-166-25 | BW   |

## Abgegangene Baudenkmäler
In diesem Abschnitt sind Objekte aufgeführt, die früher einmal in der Denkmalliste eingetragen waren, jetzt aber nicht mehr existieren, z. B. weil sie abgebrochen wurden. Aktennummern in diesem Abschnitt sind ehemalige, jetzt nicht mehr gültige Aktennummern.

| Lage                                   | Objekt          | Beschreibung                                                                                 | Akten-Nr.     | Bild |
| -------------------------------------- | --------------- | -------------------------------------------------------------------------------------------- | ------------- | ---- |
| Biesenhard Johannistraße 43 (Standort) | Kleinbauernhaus | Ehemaliges Kleinbauernhaus mit angebautem Fachwerkstadel, Kalkplattendächer, 18. Jahrhundert | D-1-76-166-14 | BW   |